# Himmelsberget
Himmelsberget este o arie protejată (arie specială de conservare — SAC, sit de importanță comunitară — SCI) din Suedia întinsă pe o suprafață de 17,2 ha, integral pe uscat.

## Localizare
Centrul sitului Himmelsberget este situat la coordonatele 60°55′43″N 16°01′38″E / 60.9286°N 16.0273°E.

## Înființare
Situl Himmelsberget a fost declarat sit de importanță comunitară în aprilie 2003 pentru a proteja un număr necunoscut de specii din flora spontană și fauna sălbatică aflate în arealul zonei. Situl a fost protejat și ca arie specială de conservare în martie 2011.

## Biodiversitate
Situată în ecoregiunea boreală, aria protejată conține 3 habitate naturale: Mlaștini împădurite, Păduri fino-scandinave bogate în ierburi cu Picea abies, Taiga vestică.
La baza desemnării sitului se află un număr nedeclarat de specii protejate.